# Скиннер, Джеймс Алан
Джеймс Алан Скиннер (англ. James Alan Skinner, 1 января 1944 года) - американский бизнесмен. Занимал должность вице-призедента и генерального исполнительного директора (CEO) корпорации McDonald’s.

## Биография
Джеймс Алан Скиннер родился в Молине, штат Иллинойс, США, в семье каменщика Леона Скиннера.
Несмотря на то, что Джеймс родился в Молине, вырос он в Давенпорте, штат Айова. Окончил школу West High School в 1962 году.
В 1969 году Алан встретил свою девушку в Чикаго после чего они поженились.
Он служил в ВМС США с июня 1962 года по апрель 1971 года, где дослужился до звания техника по пожарной безопасности.

## Карьера

### Макдональдс
Скиннер начал свою карьеру в McDonald's в 1971 году в качестве менеджера ресторана в Карпентерсвилле, штат Иллинойс. Так же он не окончил обучение в университете Рузвельта и бросил его на втором курсе.
До того, как стать генеральным исполнительным директором корпорации McDonald’s, Скиннер был президентом и главным операционным директором McDonald's Restaurant Group, отвечая за корпоративное управление в Азии, на Ближнем Востоке в Африке (AMEA) и в Латинской Америке.  До этого он отвечал за McDonald's Japan Limited. Скиннер занимал многочисленные должности в корпорации, включая должность директора полевых операций, менеджера по рынку, регионального вице-президента и старшего вице-президента и зонального менеджера в США. 
Скиннер был назначен генеральным директором McDonald's Corp в 2004 году и переориентировал компанию на клиентские стратегии, деловые дисциплины и  глобальное взаимодействие и сближение. Джима Скиннера сменил Дон Томпсон на посту вице-председателя и генерального директора McDonald's Corporation 30 июня 2012 года.  Должность вице-председателя он занимал до того, как стал генеральным директором в ноябре 2004 года. 
Его стратегия "Plan to Win" была сосредоточена на усовершенствовании уже существующих ресторанов вместо строительства новых заведений. 
Они надеялись достичь «более быстрого и дружелюбного обслуживания; более вкусной еды; более привлекательной атмосферы; лучшей ценности; и более острого маркетинга». Изменяя стратегии, Скиннер и его команда смогли увеличить общий объем продаж McDonald's, увеличив его с 50,1 млрд долларов в 2004 году до 70,1 млрд долларов в 2008 году.
Скиннер ушел с поста вице-председателя и генерального директора 30 июня 2012 года. В 2012 году он получил общую годовую компенсацию в размере 27.7  миллионов долларов США.

#### Занимаемые посты
По состоянию на 2014 год Скиннер является членом совета директоров: Hewlett-Packard, Illinois Tool Works, McDonald's, Walgreens Boots Alliance.